# Muzan
Muzan (kinesiska: 木咱, 木咱镇) är en köping i Kina. Den ligger i provinsen Guizhou, i den sydvästra delen av landet, omkring 220 kilometer sydväst om provinshuvudstaden Guiyang. Antalet invånare är 15875. Befolkningen består av 7 664 kvinnor och 8 211 män. Barn under 15 år utgör 26,0 %, vuxna 15-64 år 64 %, och äldre över 65 år 8,0 %.